# Alshon Jeffery
Pour les articles homonymes, voir Jeffery.
(en) Statistiques sur pro-football-reference
Alshon Jeffery, né le 14 février 1990 à Saint Matthews, est un joueur américain de football américain évoluant au poste de wide receiver.
Il est sélectionné lors de la draft 2012 de la National Football League (NFL) au deuxième tour par les Bears de Chicago. Il est sélectionné au Pro Bowl à l'issue de la saison 2013. Après cinq saisons avec les Bears, il rejoint les Eagles de Philadelphie en 2017. Durant cette saison, il aide les Eagles à remporter le Super Bowl LII.

## Biographie

### Carrière universitaire
Étudiant à l'université de Caroline du Sud, il joue pour les Gamecocks de 2009 à 2011.

### Carrière professionnelle
Il est sélectionné par les Bears de Chicago au deuxième tour, en 45e position, lors de la draft 2012 de la NFL. Moins d'une semaine après sa sélection, il s'entend le 2 mai 2012 sur un contrat de quatre saisons avec les Bears.
Il marque un touchdown à sa première partie professionnelle, face aux Colts d'Indianapolis, après avoir réceptionné une passe de 42 yards de Jay Cutler. Il conclut la saison 2012 avec 367 yards sur 24 passes attrapées et 3 touchdowns marqués en 10 parties, ayant manqué plusieurs parties en raison d'une blessure à la main puis une autre à un genou.
Il s'illustre la saison suivante en devenant un des principaux receveurs des Bears. Il réceptionne pour 1 421 yards et marque 7 touchdowns. Il est sélectionné à la fin de la saison pour le Pro Bowl, qu'il prend part en remplaçant Calvin Johnson des Lions de Détroit, blessé.
Après quatre saisons avec les Bears, ceux-ci lui posent un franchise tag (en) pour la saison 2016. 
En mars 2017, il signe un contrat d'un an avec les Eagles de Philadelphie pour un montant de 14 millions de dollars. Sous sa nouvelle équipe, il offre de bonnes performances et prolonge son contrat avec les Eagle début décembre pour quatre saisons supplémentaires et un montant total de 52 millions de dollars. Il aide par la suite les Eagles à remporter le Super Bowl LII face aux Patriots de la Nouvelle-Angleterre.

## Statistiques
| Année              | Équipe                 | MJ                 |     | Passes réceptionnées | Passes réceptionnées | Passes réceptionnées | Passes réceptionnées |       | Courses | Courses | Courses | Courses |  | Fumbles | Fumbles |
| Année              | Équipe                 | MJ                 | Nb. | Yards                | Moy.                 | TD                   | Nb.                  | Yards | Moy.    | TD      | Nb.     | Perdus  |  |         |         |
| 2012               | Bears de Chicago       | 10                 | 24  | 367                  | 15,3                 | 3                    | -                    | -     | -       | -       | 0       | 0       |  |         |         |
| 2013               | Bears de Chicago       | 16                 | 89  | 1 421                | 16                   | 7                    | 16                   | 105   | 6,6     | 0       | 3       | 1       |  |         |         |
| 2014               | Bears de Chicago       | 16                 | 85  | 1 133                | 13,3                 | 10                   | 6                    | 33    | 5,5     | 0       | 1       | 0       |  |         |         |
| 2015               | Bears de Chicago       | 9                  | 54  | 807                  | 14,9                 | 4                    | -                    | -     | -       | -       | 1       | 0       |  |         |         |
| 2016               | Bears de Chicago       | 12                 | 52  | 821                  | 15,8                 | 2                    | -                    | -     | -       | -       | 0       | 0       |  |         |         |
| 2017               | Eagles de Philadelphie | 16                 | 57  | 789                  | 13,8                 | 9                    | -                    | -     | -       | -       | 0       | 0       |  |         |         |
| 2018               | Eagles de Philadelphie | 13                 | 65  | 843                  | 13                   | 6                    | -                    | -     | -       | -       | 1       | 0       |  |         |         |
| 2019               | Eagles de Philadelphie | 10                 | 43  | 490                  | 11,4                 | 4                    | 1                    | 2     | 2       | 1       | 0       | 0       |  |         |         |
| 2020               | Eagles de Philadelphie | 7                  | 6   | 115                  | 19,2                 | 1                    | -                    | -     | -       | -       | 0       | 0       |  |         |         |
| Totaux en carrière | Totaux en carrière     | Totaux en carrière | 475 | 6 786                | 14,3                 | 46                   | 23                   | 140   | 6,1     | 1       | 6       | 1       |  |         |         |